# Лаки (община Виниця)
Ла́ки (мак. Лакі) — село у Північній Македонії, яке входить до общини Виниця, що в Східному регіоні країни.
Громада складається з — 314 осіб (перепис 2002) і всі македонці. Село розкинулося в передгірській місцевості (середні висоти — 826 метрів) у підніжжі гірського пасма Плачковиця.